# Кенмэрское кружево

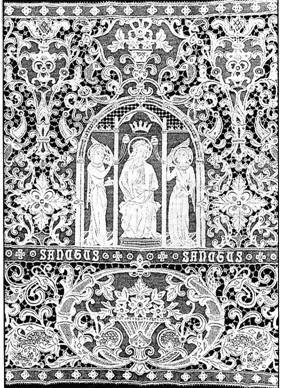
Завеса для скинии из кружева Кенмэр (1911 г.)

Кенмэрское кружево  — это игольчатое кружево ручной работы, вышитое иглой, первоначально изготовляющееся в Кенмэре, Ирландия.

## История
В XIX веке сестры  клариссинки под руководством Мэри О'Хаган представили местным женщинам и девушкам вышитое кружево  Это была реакция на бедность, последовавшую за Великим голодом в Ирландии в 1845-1849 гг . Эта инициатива оказала неоценимую помощь жителям области в те трудные годы.
Последующий успех кружевоплетения в данном регионе был частично обусловлен  навыками местных девушек, которые были наняты для его изготовления, и частично руководством монахинь, а также ранним признанием и поддержкой, полученными от влиятельных людей того времени.
Основным фактором успеха кенмэрского кружева стало внедрение собственных дизайнов. Благодаря сотрудничеству Кенсингтонской школы дизайна в Лондоне и Кроуфордской школы искусств в Корке в Кенмэре была создана школа дизайна. Из этой школы вышли проекты, получившие признание на выставках по всему миру. Кенмэрское кружево украшало королевские приемы и литургические мероприятия.

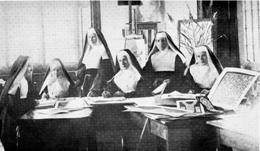
Монахини, создавшие кружево (1889 г.)

## Современность
Экономические факторы в XX веке  привели к  упадку кружевного производства, пока в 1989 году кружево не было возрождено местным кооперативом в Кенмэре. Это произошло, когда была сформирована местная ассоциация развития, и одна из ее членов Нора Финнеган обратилась к монахиням с просьбой  снова научить местных жителей кружевоплетению. Монахини отказались, но вместо этого предложили учить Нору, которая могла вести занятия для всех желающих.  Поэтому эта традиция и ее отмеченные наградами проекты не были утеряны, и сегодня они составляют основу возрождения местных навыков. Дизайны и изделия кенмэрского кружева до сих пор можно увидеть в Центре наследия Кенмэр и в Центре кружев и дизайна Кенмэр.
Нора Финнеган — директор Центра Кенмэрского кружева и Дизайна.

## Внешние ссылки
- Веб-сайт кружева Kenmare
- История кружева Кенмэр
- Кенмэр кружево